# 工会
工会原意指基于共同利益而自发组织社會团体。这个共同利益团体（诸如为同一雇主工作的员工，在某一产业领域的个人。）可以与雇主集體談判工资薪水、工作时限和工作条件等等。工会成立的主要意图或这些组织和联合会最常见的共同目标是“保持或改善雇佣待遇”。这可能包含工资谈判、劳动制度、申诉流程、雇佣标准、解雇或晋升、福利、安全保障和政策。
工会可能会组织某些技工，或所有部门的工人，或某一行业的所有工人。工会的协定有时会对雇主、管理层或非工会成员保密。工会有相应的章程，其中详细规定了协商准则，以及对应政府监管的各项规定。
工会源自欧洲，在工业革命后流行世界。工会可能包含工人个体、专业人士、退休职工、学生、学徒或无业职工。

## 定义

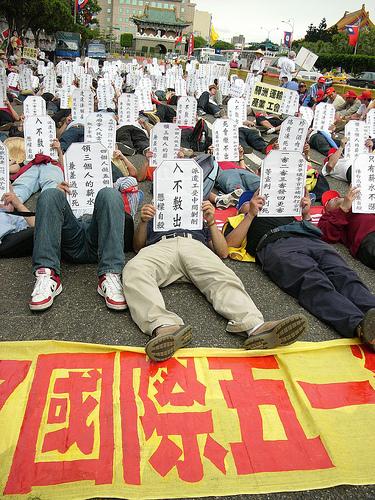
工會成員參與2007年台北的勞動節活動

自悉尼·韋伯和贝特丽丝·韦伯的《工会历史》（1894）出版后，历史对工会的主流观点为“旨在维持和改善雇佣环境的工薪者持续性组织。”卡尔·马克思将工会描绘为：“...劳动力价值构成工会清晰而明确的基础为，[…]对于工人阶级来说其重要性从未被高估。工会目标不亚于防止工资降低到工业各个部门在传统意义上的维持水平之下。就是说，他们希望防止劳动力价格丧失价值。”(《资本论》第一卷，1867年版, p. 1069)。
澳大利亚统计局对工会给出的现代定义是：“组织成员大多数是雇员，主要活动包括成员报酬率和劳动环境的谈判。”
然而，历史学家R·A·李森在《团结一致》(1971)中称：
在十九世纪中支配工人运动的两个相悖观点为：一个是保守-限制的行会-工艺传统，从熟练工俱乐部和友谊协会流传下来的传统， ... 其他积极-扩张性驱动将所有从事'不同事业'的'劳动男女'联合起来。
最近，鲍勃·詹姆斯的历史研究《工艺、贸易或谜团》(2001)中将工会观点置入更为广泛的福利社会中，包括中世界行会、共济会、秘密会员、友谊会和其他兄弟会当中。
十八世纪经济学家亚当·斯密注意到劳动者和雇主之间权利的失衡(或“师傅”)。在《国富论》第一卷第八章中，斯密写道：
已经说过了，我们很少听到它包含师傅，而通常是工人们。但是根据这些资料，无论谁在设想，师傅很少参与，是对世事的无知。师傅总是并且在所有地方都心照不宣，总是赞同并统一联合起来，反对将工人工资提高到真实报酬至上[.]

当工人联合起来时，师傅 ... 从来没有停止向当局求助，并使用残酷的法律来镇压仆人、劳工、熟练工的联盟。
正如斯密所示，工会在许多国家内有很长时间被定为非法的，而斯密则认为有雇员或雇主锁定工资或价格是非法的。对于试图组织工会来说，惩罚是残酷的，甚至包括处决。虽然这样，工会依然成立，并开始获得政治力量，最终导致劳动法的通过，后者不单将组织合法化，并规范了雇主和雇员之间的关系。

## 簡史
工会起源可以追溯到十八世纪英国，工业社会爆炸性成长将妇女、儿童、农民和移民卷入工厂。无技术和低技术劳工自发成立组织，这就是工会的雏形。工会有时也被认为是中世纪欧洲行会的后人，但两者之间的关系存在争议：行会的师傅可以雇佣工人(学徒或短工)，后者不允许成立组织。
根据中世纪十四世纪英国劳工条例，工会和集体谈判被列为非法。当工业革命促使集体谈判和早期工会出现时，政府在战争时期将其视为动乱，进行镇压。1799年，整合法案通过，禁止英国工人组织工会或进行集体谈判。虽然工会在1824年前常常受到残酷的镇压，但是它在伦敦广为存在。由于劳工运动四起，工作场所的交战状态在苏格兰激化，造成1820起义，约有60,000名工人举行综合罢工，后者很快被镇压。对工人的同情导致法案在1824年废除，但1825年整合法案也严重束缚了他们的活动。
在1810s，第一个由不同部门工人组成的工会成立了。1818年，曼彻斯特成立了博爱社，这大概是第一个总工会。名字掩盖了工会的真实性质，当时的工会是非法的。

### 全国总工会

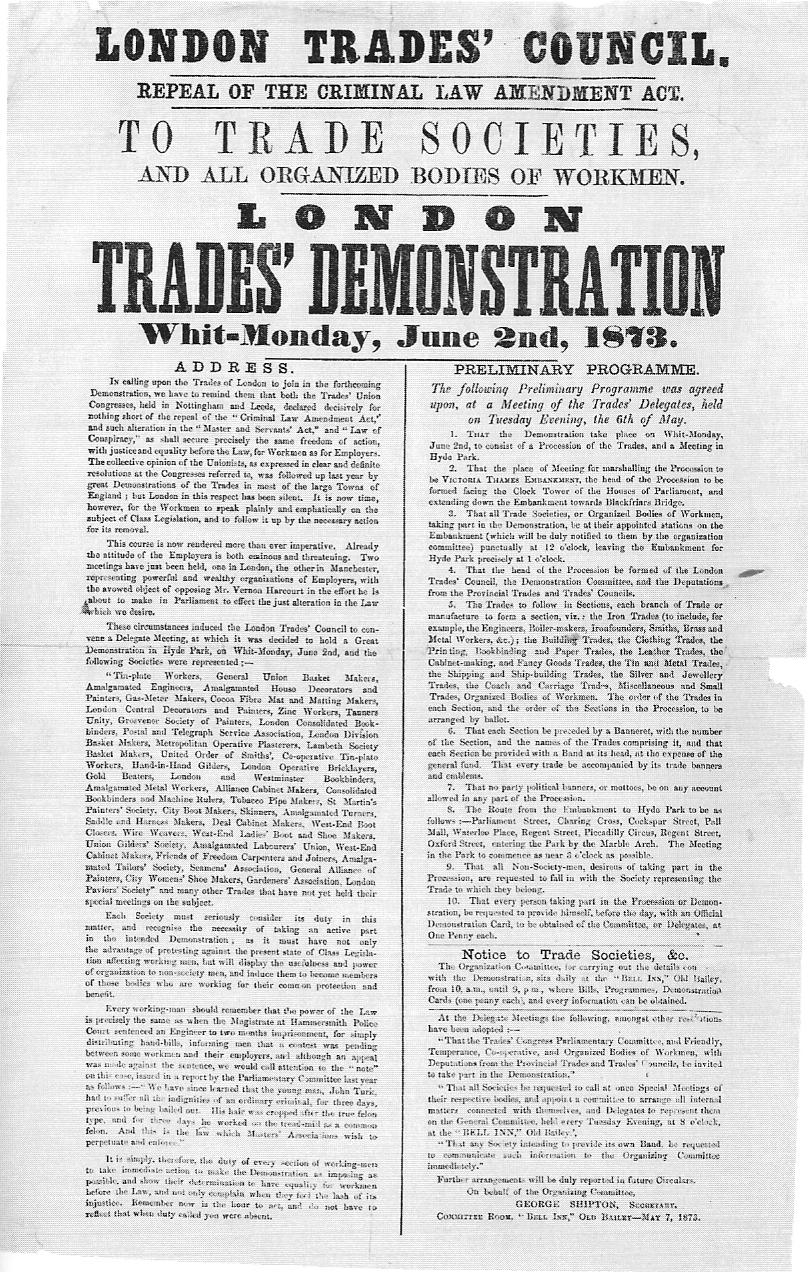
由伦敦工会委员会发布的海报，号召在1873年6月2日举行示威

十九世纪二十到三十年代，全国总工会第一次尝试建立；在尝试建立类似的全国性组织纺织工人全国工会失败后，约翰·杜荷提在1830年成立劳动保护全国协会。150个工会迅速加入协会，包括大多数纺织工会和一些机械、锻造和其他工会。一年内会员人数达10,000到20,000人，横跨兰开夏、柴郡、德比、诺丁汉、莱斯特五郡。就建立意识和合法性，工会开始发布每周《人民之声》，公布意愿“将社会劳动阶级联合为一个共同的工会。”
1834年，社会主义者罗伯特·欧文建立了全国统一工会。工会吸引了一批社会主义者，包括从欧文主义者到革命者，并在托尔普德尔蒙难案件中进行抗议，但很快就失败了。
更多长久的工会在十九世纪五十年代成立，拥有更多的资源，但不是很激进。伦敦工会在1860年成立，谢尔菲德暴行在1868年刺激建立了工會聯盟議會，是第一个长久的全国工会中心。此时，对现有工会的需求已经得到中产阶级自由主义者的接受。在《政治经济学原理》中，(1871)约翰·斯图尔特·密尔写道：
“如果工人阶级能够通过自我联合来增加或追上基本工资率，那么毫无疑问这不应该被惩戒，而是应该欢迎快乐才对。很遗憾，用这种方式来达到该效果超出了范围。组成工人阶级的群众人数太多，散布过广，难以统一，很多联合都是低效率的。如果他们行的话，毫无疑问他们能够缩短劳动时间，干同样活却多挣钱。通过联合起来，他们也可以获得一定的权利在利润上增加基本工资。”

### 合法化和发展

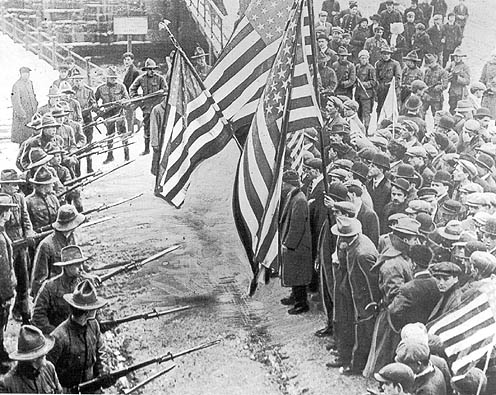
马萨诸塞州劳伦斯的纺织工人罢工被军人镇压

1867年的工会皇家委员会认同建立该组织有利于雇主和雇员后，工会终于在1871年合法化。
这一期间，其他工业化国家工会也大量成长，特别是在美国、德国和法国。
在美国，第一个有效的全国性工会是1869年的劳动骑士团，在1880年开始成长。在一系列法院判决后，合法化缓慢发展。1881年，有组织贸易和工会联盟作为不同工会的联合会成立，但并不直接收纳工人。1886年，后者成为美国劳工联合会。
当俾斯麦总理的反社会主义法被废除后，德国在1897年成立了德国工会自由协会。
在法国，工会直到1884年才得以合法化。Bourse du Travail在1887年成立，在1895年与全国工会联盟合并(Fédération nationale des syndicats)，成立全国劳工联盟。

## 盛行

在里根政府期间，非法解雇工会成员的情况显著增加，在此之后这一趋势一直在持续

各国工会盛行程度可以通过“工会密度”来测量。工会密度的定义是“得到工资的工人中工会成员的比率”。
各国工会密度指数如下：

## 各地状况

### 中国大陆
中华全国总工会最早产生于辛亥革命前后，“五四运动”时期得到了发展，北伐战争时期空前壮大。中华人民共和国成立后，《中华人民共和国工会法》于1950年6月29日由中央人民政府颁布，后于1992年通过新版《工会法》，并经过三次修改。文化大革命时期，中国大陆也出现了工人造反派、全红总等工人组织。
而现代中国虽然存在名为工会的组织，但并非传统意义上由劳动者主导的组织。
现代的工会通常由资本家和政府掌控，劳动者难以拥有集体谈判的权利，更无法依靠工会保障自己的利益。这导致中国劳动者面对超时劳动，劳资纠纷时依然无能为力。违反劳动法的超时劳动在中国已成为普遍现象。但也有工会帮助外籍员工拿回欠薪的案例。

### 英国

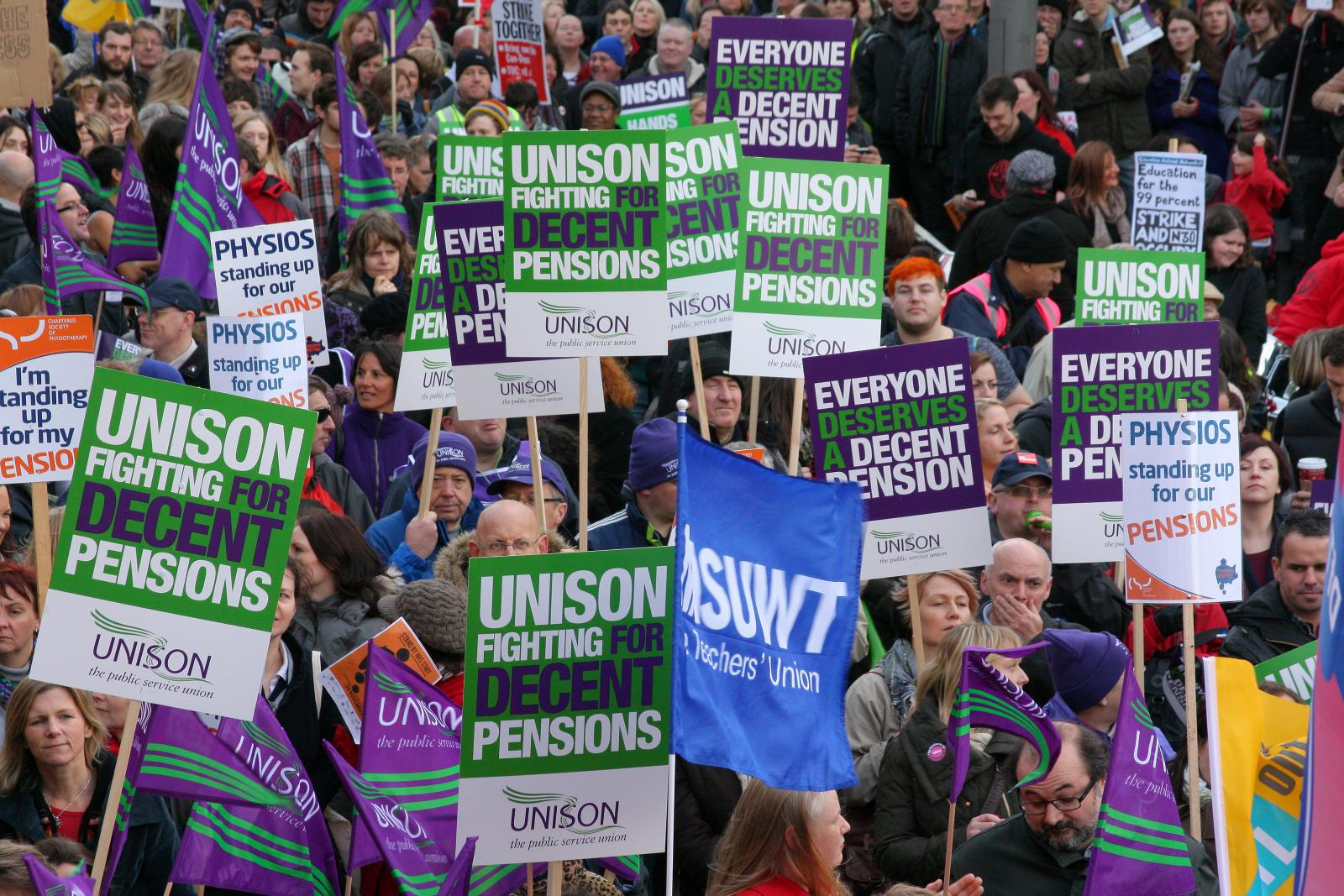
利兹公共部门工人因政府在2011年11月养老金改革而举行罢工。

19世纪中叶，温和的新模式工会主导了工会运动，相比政治上的工人运动来说，工会活动更加频繁，直到20世纪初工党成立壮大以后才有所改变。
在英国，工会在1960年代到1970年代曾经造成经济危机，当国家公共部门的工人举行大罢工时，引发1978年末和1979年的“不满的冬天”。此时，有12,000,000名英国工人是工会成员。然而，1979年5月当玛格丽特·撒切尔领导的保守党上台，击败詹姆斯·卡拉汉，使得工会改革，罢工率下跌。工会人数也在1980年代锐减，并一直持续到1990年代。许多工业的衰退，如 – 钢铁、煤矿、印刷、码头 – 等是导致工会成员流失的原因。
2011年，英国劳工联合会议有6,135,126名成员，与1980年巅峰的12,172,508相比有所下滑。工会在私营部门的密度为14.1%，在公共部门的密度为56.5%。

### 德国
德国工会历史可以追溯到德意志1848年革命，在今天的经济和社会上依然扮演着重要角色。最重要的工会组织是德国工会联合会 (Deutsche Gewerkschaftsbund or DGB)，代表超过600万人(2011年12月31日)，是各个经济部门单一工会的保护协会。

### 斯堪的纳维亚

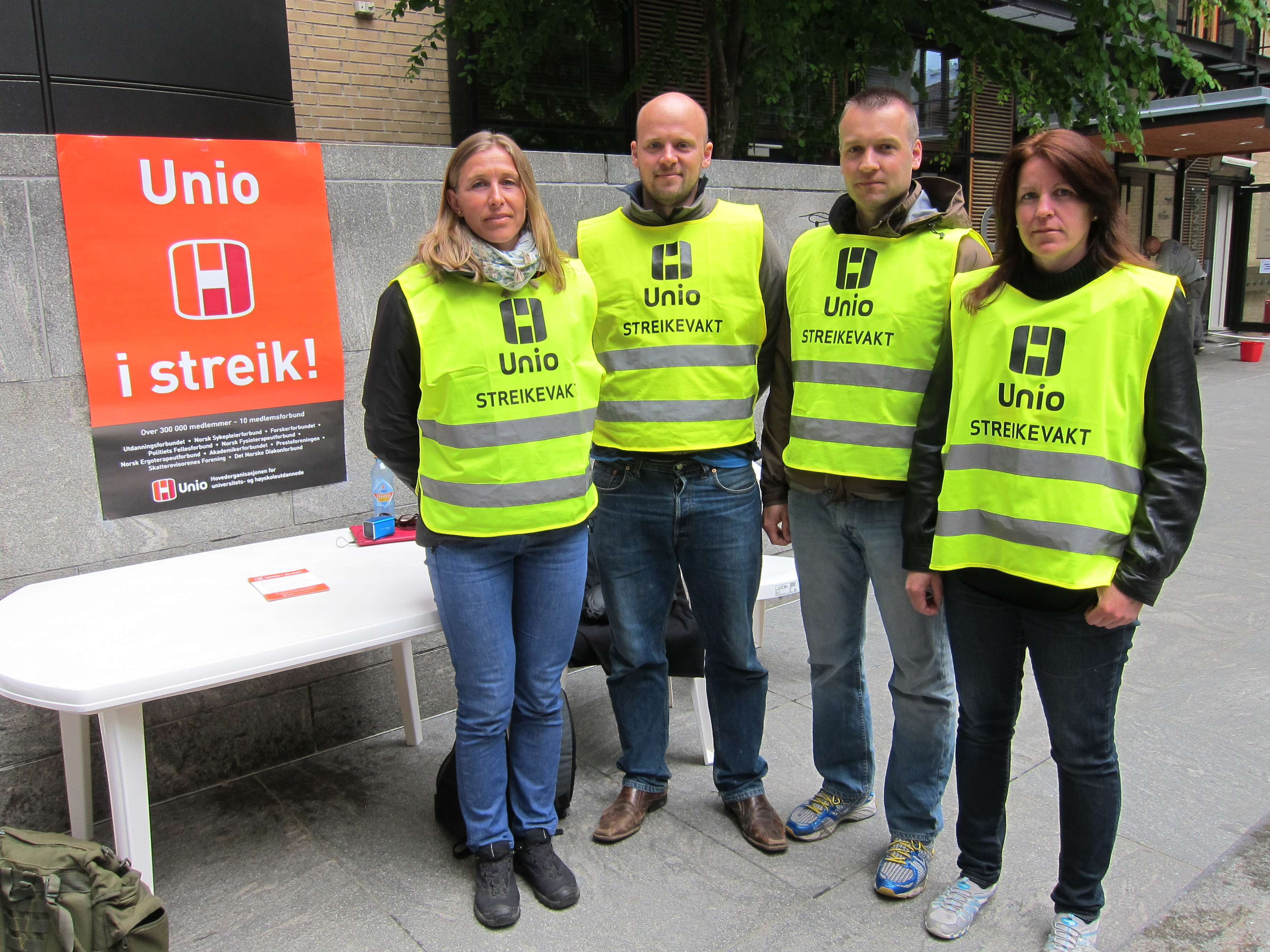
2012年挪威奥斯陆工人罢工

工会(Fagforeninger)在斯堪的纳维亚社会历史悠久。自十九世纪中叶起至今，工会在许多诺曼底国家对雇佣性质和工人权利影响深远。瑞典最大的工会之一是瑞士工会联盟(Landsorganisationen)，组成工会包括瑞典钢铁工人工会(Industrifacket Metall)、瑞典电工工会(Svenska elektrikerförbundet)和瑞典市民工会(Svenska kommunalarbetareförbundet)。
今天，工会成员比率最高的国家是斯堪的纳维亚国家。2010年，工人中工会会员比率(或工会密度)为瑞典68.3%，挪威54.8%，而爱尔兰为34.9%，德国18.4%。排除全职学生兼职，瑞典工会密度为2011-13年70%。在所有采取根特系统的诺曼底国家——瑞典、丹麦、芬兰——工会密度为70%。2007年1月，新中偏右政府大幅提升工会失业基金导致大量会员流失。自2006-08年，工会密度下降了6个百分点：从77%到71%。

### 美国

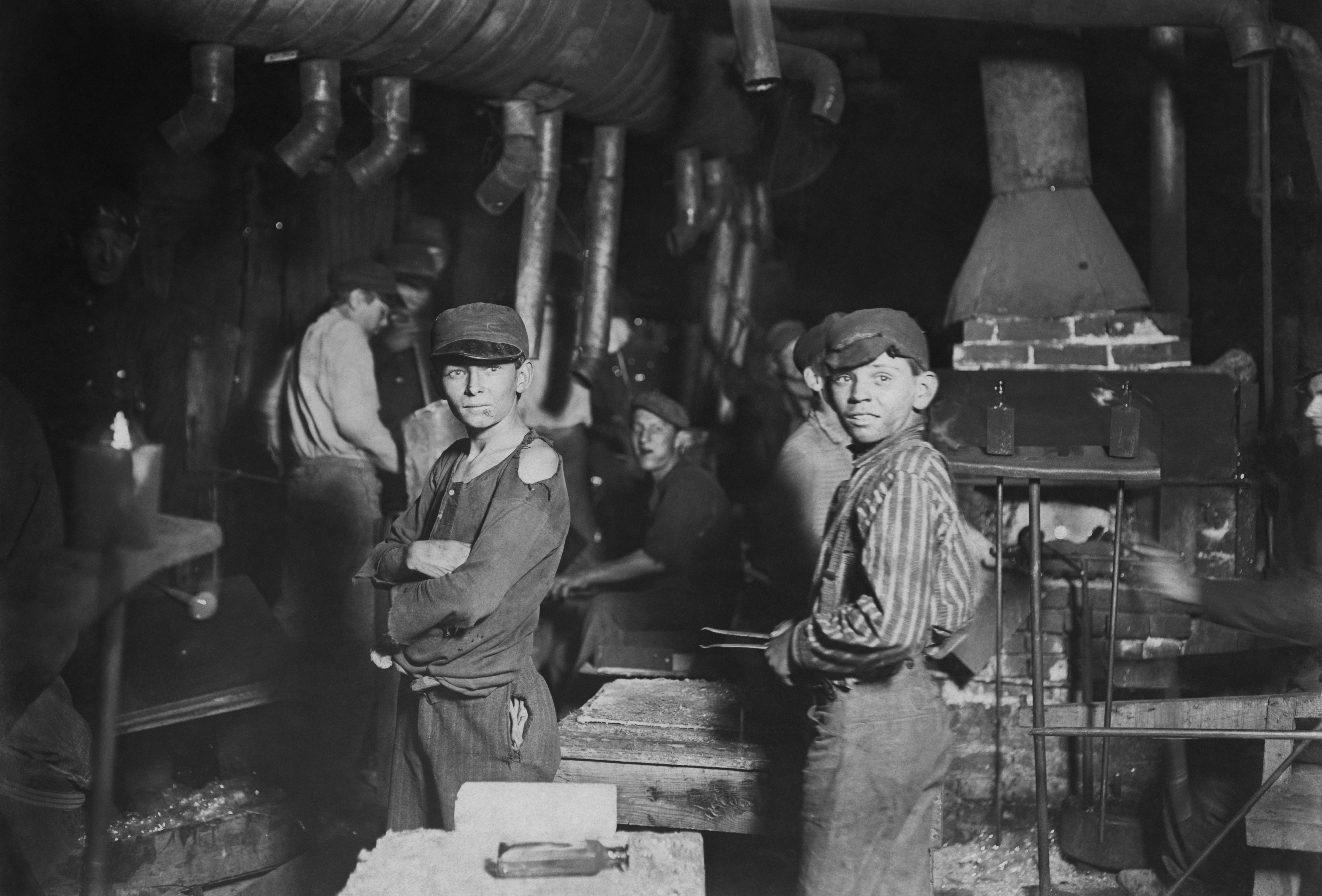
印第安纳州玻璃厂童工。工会的一个目标在于争取童工利益。

在美国，工会在许多行业内被视为工人的合法代表。今天，他们的活动核心是通过为成员争取工资、福利和劳动环境进行集体谈判，并且在合同违约时代表成员与管理层进行谈判。较大的工会通常会进行游说活动，在国家和联邦层面支持候选人。
美国大多数工会都与两个较大的保护伞组织之一有关：1955年成立的美国劳工联合会-产业工会联合会和2005年从这一组织分裂出来的改革胜利联合会。两者都为美国和加拿大工人提供政策和立法支持，并在政治上活动积极。美国劳工联合会-产业工会联合会特别关注全球贸易问题。
2010年，美国工人参加工会比例为11.4%(即工会“密度”)，对比日本的18.3%、加拿大的27.5%和芬兰的70%。私营部门的工会成员比例下跌到7% – 这一比例在1932年前曾出现过。工会声称这是由于雇主煽动反对浪潮所导致成员流失。
在公共部门最出众的工会雇员是教师、警察和其它联邦、州郡和地方非管理或非决策成员。工会成员不成比例地为老年人、男性、东北地区、中西部地区和加州居民。
在控制个人、工作和劳动市场特性后，美国私营部门工会工人比非工会工人报酬平均高出10-30%。由于他们内在的政府职能，在控制个人、工作或劳动市场特性后，无论与工会有关或无关，公共部门工人收入都会一视同仁。
经济学家约瑟夫·斯蒂格利茨断言：“强大的工会能够削减不公，而CEO会占弱小的工会的便宜，有时利用市场力量来扩大不公。”美国二战后工会的衰弱伴随着收入和财富不平等的扩大，自1967年起，中产阶级收入有所下降。

### 加拿大
加拿大工会早在十九世纪初期就出现了。在1812年战争中，加拿大海洋省份就有技术工人工会组织记录。加拿大工会在初期与英国工会有关联。来自英国的工人将工会运动传统带入加拿大，许多英国工会在加拿大有分支机构。加拿大工会与美国联合，并最终取代了与英国的关系。
集体谈判在1937年第一次得到承认，之后是在奥沙华通用汽车工厂的联合汽车工人罢工。法官伊凡·兰特在
温莎17,000名福特工人罢工后作出历史性判决。他准许工会有权强制代扣会费。兰特判决所有工人在谈判中得到好处。因此，他认为虽然不需要成为会员，但是应该缴纳会费。
二战后时期，公共部门也出现工会化运动。教师、护士、社会工人、教授和文化工人(在博物馆、乐团和画廊工作)都争取私营部门集体谈判权利。在七十年代后，联邦政府在压力下不得不削减工会成本和通货膨胀。在1975年，在自由政府治下，特鲁多总理发布强制价格和工资控制。在新法案下，涨工资受到监管，工资过高会被政府否决。
在八十到九十年代，工会持续受到压力。私营部门面临许多制造业工厂倒闭，呼吁减少工资，增加生产力。公共部门工会在试图减少开支、减税或平衡预算时受到联邦和地方政府攻击。许多司法辖区都进行立法，与集体谈判权利反对，很多工作都输给了承包商。

### 墨西哥
在二十世纪九十年代前，墨西哥工会在历史上都是国家体制系统中的一部分。从1940到八十年代，新自由主义通过华盛顿共识在世界范围内散布，墨西哥工会不能独立运作，二十国家体制的一部分，被执政党控制。
在这40年间，工会的主要任务不是为工人某福利，而是在执政党的控制下贯彻国家经济政策。这一经济政策在1950到六十年代成为所谓的“墨西哥奇迹”，增加了收入、提升了生活质量，但主要受益人是富人。
在八十年代，墨西哥开始支持华盛顿共识政策，出售国有工业，将铁路和电信出售给私营部门。新雇主敌视工会，一度养尊处优的工会被打了个措手不及。新工会在更加独立的模式下开始运动，老体质则变得十分腐败、暴力，被帮派控制。从九十年代至今，新兴独立工会盛行，很多人支持全国工人工会的代表。
目前，老体制的如石油工人工会和全国教育工人工会(Sindicato Nacional de Trabajadores de la Educación)就是例子，利用政府优势但没有增进墨西哥石油或教育质量，工会领袖不过是自利肥己罢了。拉美教师工会有140万成员，是最大的工会；墨西哥政府一半的雇员是教师。它控制了学校课程，所有教师任命。直到最近，退休教师才例行公事地将他们的终身任命“让给”亲戚，或是以$4,700到$11,800的价格“出售”。

### 哥斯达黎加

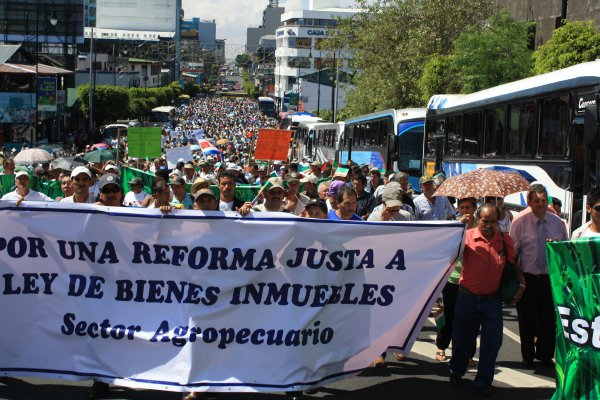
哥斯达黎加农业工会示威，2011年1月

哥斯达黎加工会在十九世纪末首次出现，在城市和工业支持工人，例如铁路工人和手工艺人。面对暴力镇压，例如1934年联合水果罢工，工会得到了一些力量，特别是在1948年后的哥斯达黎加内战。今天，哥斯达黎加工会在公共部门十分强大，包括在教育、医疗和农业等领域。从总体上来看，哥斯达黎加工会支持政府对银行、医疗和教育领域的监管，以及提高工资和改善工作环境等。

### 哥伦比亚
到1990年，哥伦比亚工会是拉美最强的。然而，在八十年代准军国主义泛滥使得工会领袖和成员成为刺杀的对象，导致哥伦比亚在数十年中成为工会最为危险的地区。从2000-2010年间，哥伦比亚占全球被谋杀的工会成员的63.12%。根据国际工会联合会报道，从1986年1月1日到2010年4月30日，有2832名工会成员被杀，意味着“在过去23年间，哥伦比亚工会男女平均每三天就有一人被杀。”

### 印度
印度工会运动沿政治路线分类。根据劳工部省份统计，2002年工会成员总计24,601,589人。2008年，有11个工会中心组织被劳工部承认。

### 澳大利亚
二十世纪早期，工会支持者，如澳大利亚工会大会或澳大利亚工党常常支持工会领导工人运动。运动常常用来结束童工、改善职业安全，为工会工人和非工会工人增加工资，提高整个社会的生活水平，减少每周工作时间，为儿童提供公共教育，为其它工人阶级家庭提供其它福利。

## 结构与政治

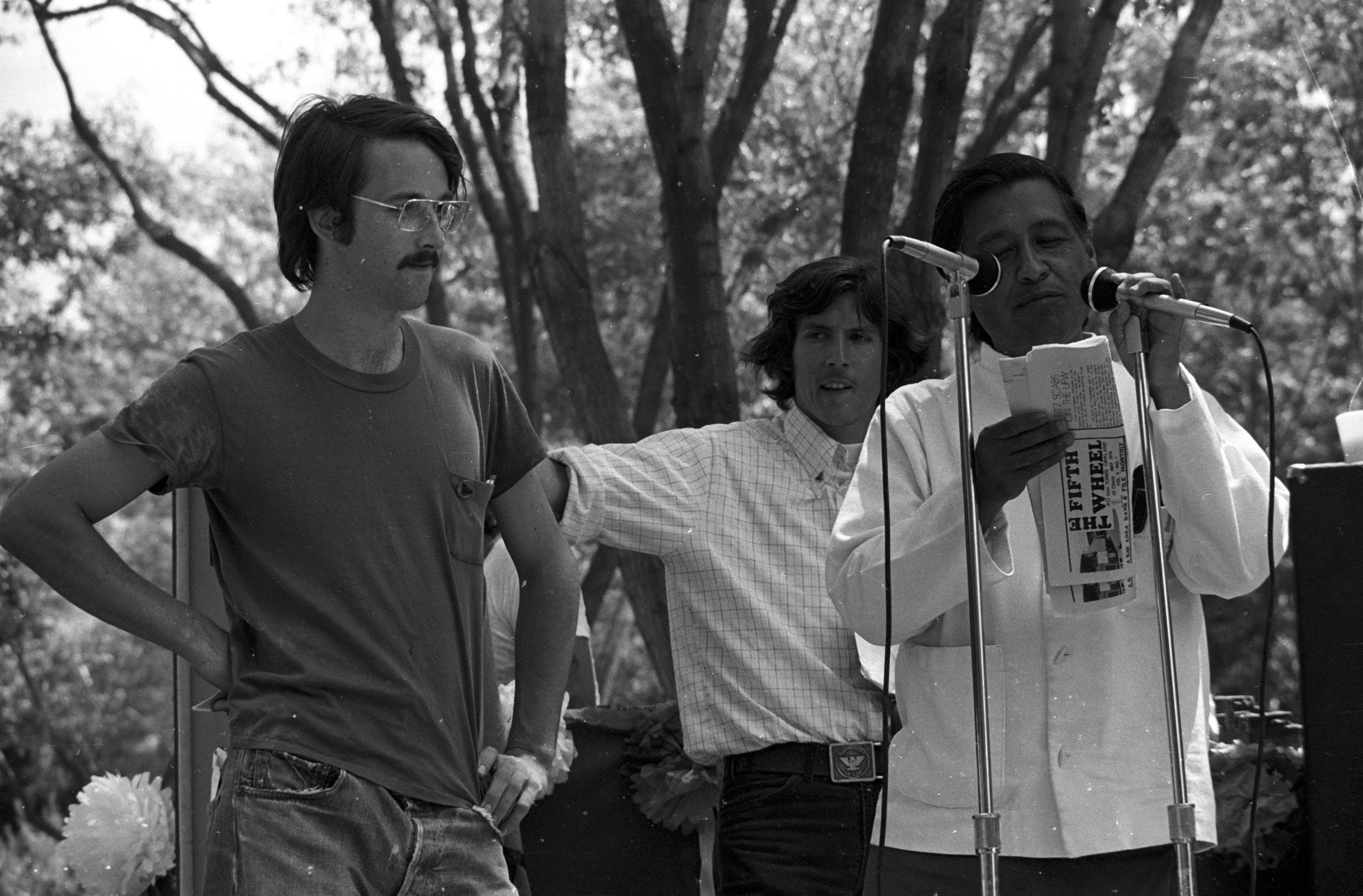
凯撒·查维斯在联合农业工人工会1974年德拉诺集会上演讲。工会在查维斯任期内积极限制移民。

工会可能会组织某一行业的技术工人(技工工会，在澳大利亚、加拿大、丹麦、挪威、瑞典、瑞士、英国和美国常见)，或是组织来自各个部门的工人(总工会，在澳大利亚、比利时、加拿大、丹麦、荷兰、英国和美国常见)或组织某一行业的所有工人(行业工会，在澳大利亚、加拿大、德国、芬兰、挪威、韩国、瑞典、瑞士、英国和美国常见)。这些工会常被分为“地方工会”，以及国家范围的联合会。这些联合会可能有国际关系，如国际工会联合会. 然而，在日本，工会组织因企业工会而有些许不同，如工会隶属某个特定工厂或公司。这些企业工会加入行业联合会，成为日本劳动组合总连合会的成员。
在西欧，专业协会常常履行工会职能。在这些时候，他们可能会为白领或专业工人谈判，如医生、工程师或教师。通常，这样的工会不参与政治，或是倾向于政治自由，与蓝领工会有所区别。
一家工会可以获得“法人”资格(人造法律实体)，代表工人与雇主谈判。在此，工会享有一定的合法权利，最主要的权利是与雇主就工资、劳动时间和其他雇佣合约进行集体谈判。如果无法达成共识，就会引发工业行动，爆发罢工或停工，或约束仲裁。在极端例子中，暴力和非法活动都可能出现。

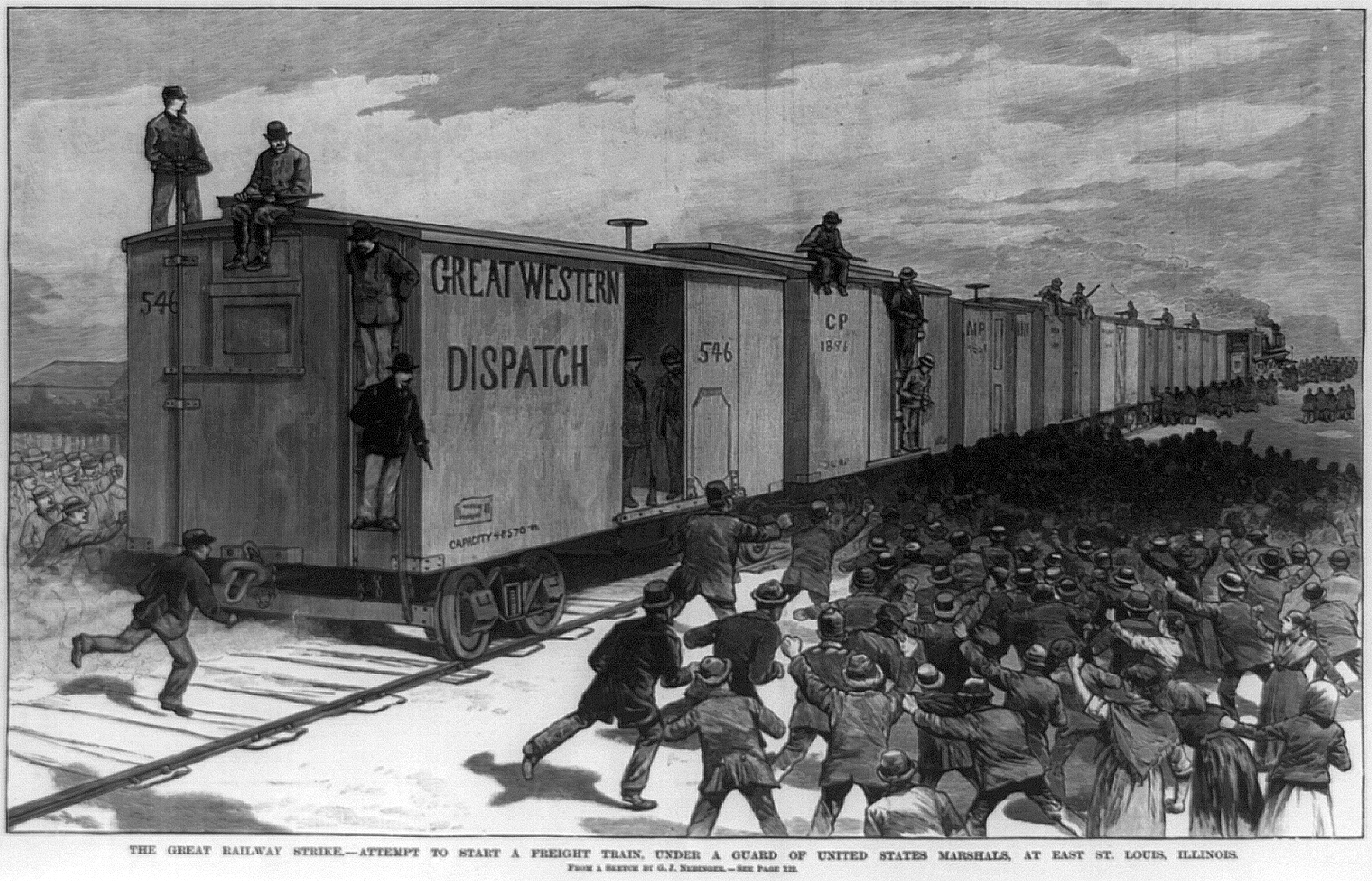
1886年西南铁路大罢工，超过200,000名工人参与罢工。

在其它情况下，工会可能没有代表工人的合法权利，或权利受到质疑。这可能是因为政治上没有受到承认，或工会活动或成员犯法，出现暴力或死亡事件。
工会可能会参与更加广大的政治或社会反抗。工会社会运动是由许多工会利用其组织力量来寻求政策和立法权益，扶持成员或工人。同样，许多国家的工会与政党有关系。
工会也被分为服务模式和组织模式。服务模式关注维护工人权益、提供服务、解决争端。对应地，组织模式通常囊括全日制工会组织者，他们在劳动领域建立强大的关系网。对抗性运动需要大量工会成员。许多工会融合两种哲学，模式自身定义也存在争议。
在英国，由于认为工会具有左倾性质，导致右倾保守工会团结联合会得成立，该工会得到极右英国国家党的支持。在丹麦，一些新兴的出世“折扣”工会提供最基本的服务，与在丹麦占统治地位、提供全方位服务和组织的工会相对。

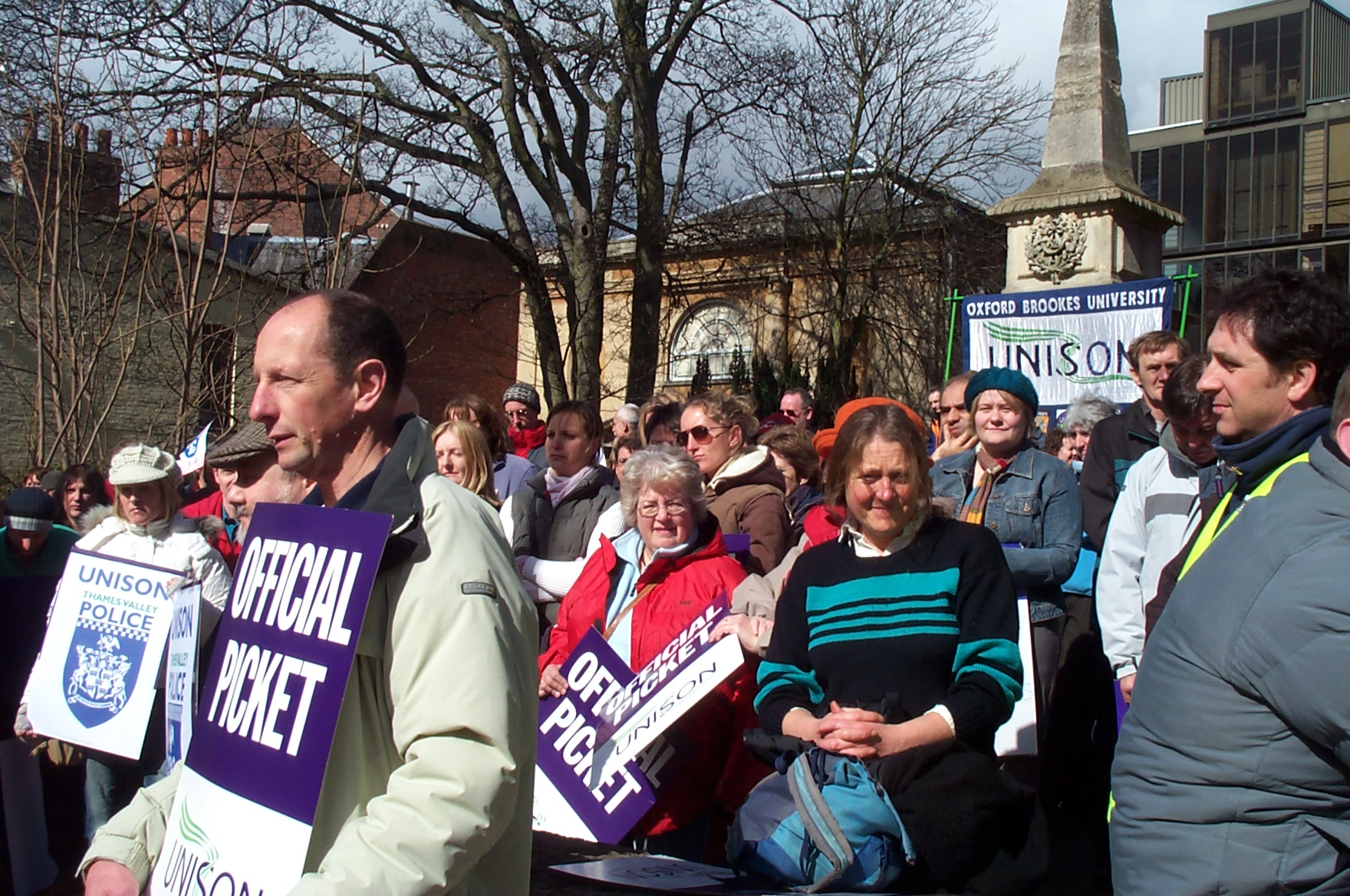
在2006年3月28日罢工期间，卫生和公共事业工会在牛津举行游行

虽然政治结构和自主性不同，工会领袖通常是民主选举产生的。一些研究，如澳大利亚工业关系研究和培训中心认为工会工人比非工会工人享有更高工资和待遇。

## 多样性
工会法因国家的不同而不同，其职能也同样如此。例如，德国和丹麦工会在管理决定上扮演了更重要的角色，通过参与董事会来进行共同决定，这与美国工会不同。在美国，集体谈判常由工会组织，直接与雇主谈判，而在奥地利、丹麦、德国、瑞士，工会常常与雇主协会谈判。
就欧洲劳动市场管理来说，金(1993)和豪尔(1994)认定了劳动市场三种独特的系统，会影响工会扮演的角色：
- 在欧洲大陆系统 中，政府在劳动市场监管中扮演着重要角色，强大的立法系统关注劳动者的核心权益，既提供基本协定，也为工会争议和雇主争议提供框架。这种模式在欧盟主要国家都存在，如比利时、法国、德国、荷兰和意大利，并在一定程度上模仿或是反映了欧洲体制，这是因为这些国家在欧盟所占的重要地位。这一情况在2004年欧盟接纳10个东欧新成员国家后所有改变。
- 在盎格鲁-撒克逊系统中，政府对劳动市场的监管相对有限，让雇主、雇员、工会、雇主协会自己处理问题。然而，在这些国家中，集体协定并不常见；在劳资关系中只有少数部门存在强大的传统。爱尔兰和英国属于这一范畴。
- 在北欧系统中，政府对劳动市场的监管也有所局限，类似盎格鲁-撒克逊系统。然而，与盎格鲁-撒克逊系统不同，集体协定网络覆盖更为广泛，所涵盖的部门更多。这一模型包括丹麦、芬兰、挪威和瑞典。丹麦在1973年加入欧盟，芬兰和瑞典为1995年。”[52]

美国则更倾向于放任资本主义制度，设立的标准最少，把大多数工人的工资与福利问题推给集体谈判和市场力量。因此，这一制度与上述的盎格鲁-撒克逊模型最为类似。同样，新加入欧盟的东欧国家也采取了盎格鲁-撒克逊模式。
与之不同的是德国，雇员个体和雇主之间的关系是不对称的。结果，由于对个人强大的法律保护，许多工作场合无法进行谈判。然而，德国劳动立法的主要目标是在工会劳动者和协会雇主之间建立平衡关系。这使得集体谈判相对于个人谈判来说有更强的法律界限。就工会获得合法地位来说，雇员组织必须证明他们的力量能够在谈判中影响雇主。如果一个雇主协会与另一工会竞争，工会可以质疑并诉诸法庭。在德国，获得工资和工作环境谈判资格的专家协会不多，著名的有医生协会马堡联盟和飞行员协会(Vereinigung Cockpit)。工程师协会(Verein Deutscher Ingenieure)并没有成为工会的意向，但代表了工程师们的利益。
在上述分类以外，工会与政党的关系各异。在许多国家里，工会与某一政党关系紧密，甚至分享权力。这样的政党通常持左翼的社会主义或社会民主主义立场，但也有很多例外。在美国，工会常常与民主党挂钩，当然也有例外。在英国，工会运动在私有化问题上工党发生摩擦，认为这侵犯了工人利益。但情况在埃德·米利班德获胜后有所改变。从历史上看，韩国对集体谈判的监管包括要求雇主参与谈判。

## 风格
公司中雇员成为工会成员通常使用如下模式之一：
- 闭门工会 (closed shop or pre-entry closed shop) 只雇员工会成员。强制性职业介绍所就是闭门工会的一个例子——在这种情况下，雇主只能从工会雇人，雇员只能为工会化雇主劳动。
- 工会企业 (union shop or post-entry closed shop) 可以雇佣非工会工人，但新雇员在规定时间内必须入会。
- 代表工会 (agency shop) 要求所有非工会工人为工会支付费用，得到合同谈判服务。这常常被称之为兰特公式。在特定情况下涵盖美国公共部门雇员，例如加州“公平摊派法”就使得这种支付变得简便。
- 开放工会 (open shop) 不需要工人成为工会成员。当工会活动时，不出力的工人可能是认同工会谈判的人(搭便车问题)或是反对者。在美国，州郡级别劳动权利法要求所有工会都必须开放。在德国，只有开放工会是合法的；即对所有工会成员的歧视都被禁止。这影响工会的功能和服务。

一个欧洲案例中，意大利这样称：“意大利系统中工会自由准则暗指成员有权利不属于任何工会(“负面”组织自由/工会自由)，以及禁止对非工会雇员非法歧视或造成伤害。”
英国早于欧盟辖区在八十年代出台了一系列法律，玛格丽特·撒切尔政府限制了闭门工会和工会企业。所有强迫工人加入工会的协定都被判为非法。在美国，根据1947年塔夫特·哈莱特法案，所有闭门工会都被列为非法。
2006年欧洲人权法庭判决丹麦闭门工会协定违反欧盟人权和基本自由公约第11条，强调丹麦和冰岛依然允许闭门工会，是承认这一协定为数不多的国家。

## 国际工会
世界上最大的工会联盟是位于布鲁塞尔的国际工会联合会，在156个国家和地区与309个组织建立关系，成员超过1.66亿人。国际工会联合会是国际工会联盟，包括美国的美国劳工总会与产业劳工组织和英国的工会联盟。其它国际工会组织有成员超过1亿人的世界工会联合会。
全国和地区工会组织在特定行业或职业群体中成立了全球工会联盟，如国际网络工会、国际运输工人联合会、国际记者联盟或国际艺术和娱乐联盟。

## 批评
工会常常被指责偏袒内部工人，为其保障工作机会，牺牲外围工人、消费者和股东利益。
在美国，由于工会成本过高，许多服务被外包给亚洲、拉美和非洲劳工，使得其它国家在劳工上获得比较优势，在这些地区购买廉价无组织劳工能获得更多利润。呼吁放任资本主义的经济学家米尔顿·弗里德曼指出工会导致工资升高(提供给工会成员)，减少工作机会，如果有些行业存在工会而另一些没有，那么非工会行业工资就相对较少。

## 歷史上著名的工會
- 京汉铁路总工会[57]
- 全总、全红总
- 总工会 (法国)
- 全国劳工联盟-伊比利亚无政府主义联合会
- 德意志劳工阵线（1933~1945）
- 全國產業總工會（台灣，2000.5.1~）
- 新北市毛紡織業職業工會 （页面存档备份，存于）（台灣，1984.10.16~）

## 更多阅读
- Acocella, Nicola & Ciccarone, Giuseppe (1997), ‘Trade unions, non neutrality and stagflation’, in: ‘Public Choice’, n. 2, April.
- The Government of British Trade unions: A study of Apathy and the Democratic Process in the Transport and General Worker Union by Joseph Goldstein[1]
- European Commission, Directorate General for Employment, Social Affairs & Inclusion: Industrial Relations in Europe 2010. （页面存档备份，存于）
- The Early English Trade unions: Documents from Home Office Papers in the Public Record Office by A. Aspinall[2]
- Magnificent Journey: The Rise of the Trade unions, by Francis Williams[3]
- Trade unions by Allan Flanders[4]
- Trade Union Government and Administration in Great Britain by B C Roberts[5]
- Union density and specialist/professional unions in Sweden （页面存档备份，存于） by Anders Kjellberg, Lund University: Studies in Social Policy, Industrial Relations, Working Life and Mobility. Research Reports 2013:2
- Union Power: The Growth and Challenge in Perspective by Claud Cockburn[6]
- Directory of Employer's Associations, Trade unions, Joint Organisations[7]
- "The Decline in Swedish Union Density since 2007" （页面存档备份，存于） by Anders Kjellberg, Nordic Journal of Working Life Studies (NJWLS) Vol. 1. No 1 (August 2011), pp. 67–93.
- The History of the TUC (Trades Union Congress) 1868–1968: A pictorial Survey of a Social Revolution – Illustrated with Contemporary Prints, Documents and Photographs, edited by Lionel Birch[8]
- Clarke, T.; Clements, L. . Atlantic Highlands, NJ: Humanities Press. 1978. ISBN 0-391-00728-9.
- Lipton, Charles (1967). The Trade Union Movement of Canada: 1827–1959. Third ed. Toronto, Ont.: New Canada Publications, 1973. N.B.: On verso of t.p.: "Originally published by Canadian Social Publications, Montréal, Québec, 1967." ISBN 978-0-919600-02-7 pbk.
- Ness, Immanuel (2014). New Forms of Worker Organization: The Syndicalist and Autonomist Restoration of Class-Struggle Unionism （页面存档备份，存于）. PM Press. ISBN 978-1-60486-956-9
- Panitch, Leo & Swartz, Donald (2003). From consent to coercion: The assault on trade union freedoms, third edition. Ontario: Garamound Press.
- Phil Dine (2007). State of the Unions: How Labor Can Strengthen the Middle Class, Improve Our Economy, and Regain Political Influence, McGraw-Hill Professional. ISBN 978-0-07-148844-0
- Charles A. Orr, "Trade Unionism in Colonial Africa" （页面存档备份，存于） Journal of Modern African Studies, 4 (1966), pp. 65–81
- Reynolds, Morgan O. . David R. Henderson (ed.)  (编).  2nd. Indianapolis: Library of Economics and Liberty. 2008  [2015-04-11]. ISBN 978-0865976658. OCLC 237794267. （原始内容存档于2021-03-14）.
- Keasbey, Lindley M. "American Journal of Sociology: Competition" Vol. 13, No. 5 (Mar., 1908), pp. 649–660 online text available
- Jake Rosenfeld (2014). What Unions No Longer Do （页面存档备份，存于）. Harvard University Press. ISBN 978-0-674-72511-9

1. ↑  First published by George Allen and Unwin Ltd (London) in 1952, and subject of reprints – Foreword by Arthur Deakin
2. ↑  Published by Batchworth Press (London) in 1949
3. ↑  First published by Odhams Press (London) in 1954
4. ↑  First published by Hutchinson (London) in 1952 and reprinted several times
5. ↑  First published by The School of Economics/Bell and Sons (London) in 1956 and reprinted
6. ↑  First published by William Kimber in 1976 (London) ISBN 978-0-7183-0113-2
7. ↑  published by HMSO (Her Majesty's Stationery Office) on 1986 ISBN 978-0-11-361250-5
8. ↑  Published in large paperback by Hamlyn/General Council of Trade Union Congress in 1968 with a foreword by George Woodcock